# Канелен босилек
Канеленият босилек е вид босилек (Ocimum basilicum). Терминът „канелен босилек“ може да се отнася до редица различни сортове босилек, включително като синоним на тайландски босилек (O. basilicum var. Thyrsiflora), като специфичен сорт на тайландски босилек, и като отделен сорт в сам по себе си (т.е. O. basilicum „Канела“). Тази статия разглежда последния тип.

## Описание
Канеленият босилек, известен още като мексикански лютив босилек, има пикантен аромат и вкус. Съдържа метил цинамат, придавайки му вкус, напомнящ на канела. Канеленият босилек има донякъде тесни, леко назъбени, тъмнозелени, лъскави листа с червеникаво-лилави жилки, които могат да наподобяват определени видове мента. Цъфти с малки, розови цветове от юли до септември. Стъблата му са тъмнолилави. Канеленият босилек е с височина 45 – 100 cm.

## Култивиране
Канеленият босилек е лесна за отглеждане билка. Необходими са шест до осем часа ярка слънчева светлина на ден. Въпреки че често се отглежда като едногодишно растение, той е многогодишно растение. Канеленият босилек понякога се засажда близо до домати и рози, за да отблъсква вредители като белокрилките.

## Употреба
Канеленият босилек се използва в чайове и печива като бисквити и пайове. Използва се и в тестени изделия, салати, желета и оцети. Извън кухнята канеленият босилек се използва в сухи аранжировки и като потпури.

## В космоса
Канеленият босилек е изведен в космоса от космическата совалка Endeavour по време на STS-118 и отглеждан в експеримент в ниска земна орбита на Международната космическа станция.